# Crnče
Crnče, hrvatski katolički misijski časopis na hrvatskom jeziku. Bio je posvećen misijskoj animaciji od najmlađih pa do najstarijih prijatelja misija.

## Povijest
Pokrenula ga je blažena Marija Terezija Ledochowska 1889. godine, skupa s drugim misijskim časopisom Jekom iz Afrike. Izlazio je na više jezika, a između dva rata i na hrvatskom jeziku. Crnče je bio misijski mjesečnik za katoličku mladež, isto tako izlazio je u Zagrebu (Draškovićeva ulica 12) od 1930. do 1942. godine. Izdavač je bilo Društvo sv. Petra Klavera za afričke misije. Uređivao ga je dr. Aleksandar Gahs. Dolaskom komunističke vlasti ugašen je nasilno zajedno s brojnim drugim tiskovinama Katoličke crkve u hrvatskom narodu. Njegovu je tradiciju nakon tri desetljeća bez misijskog lista u Hrvata nastavio je list Radosna vijest.